# Arena Burgas
Die Arena Burgas (bulgarisch Арена Бургас) ist eine multifunktionale Indoor-Arena in der bulgarischen Schwarzmeerhafenstadt Burgas. Die Arena wurde am 18. Mai 2023 nach mehr als fünf Jahren Verzögerung eröffnet. Sie verfügt über 4.100 Sitzplätze für Sportveranstaltungen, die auf bis zu 6.100 Plätze erweitert werden können, und bis zu 15.000 Plätze für Konzerte. Die Arena ist die Heimat des BC Chernomorets, der in der NBL, der höchsten bulgarischen Basketballliga, spielt.

## Geschichte
Die Bauarbeiten an der Arena dauerten über acht Jahre. Nach dem ersten Spatenstich Ende 2014 mit einem geplanten Budget von 38 Millionen bulgarischen Lewa und einem Fertigstellungstermin im Januar 2017 wurde das Projekt mehrfach verlängert und mit Finanzierungsproblemen konfrontiert, wobei sich das endgültige offizielle Budget auf 64 Millionen aufblähte.
Im Jahr 2022 wurde unter dem damaligen Minister für Jugend und Sport, Radostin Wassilew, den Vorschlag gemacht, zusätzliche 15 Millionen Lewa für die Fertigstellung der Arena zu bewilligen, aber dieser Versuch, zusätzliche Mittel zu sichern, war nicht erfolgreich. Nach mehr als fünf Jahren Verzögerung wurde die Multifunktionsarena am 18. Mai 2023 in Anwesenheit des bulgarischen Präsidenten Rumen Radew, des Bürgermeisters von Burgas, Dimitar Nikolow, und andere Regierungsvertreter mit einem Playoff-Spiel zwischen dem BC Chernomorets und dem BC Rilski Sportist aus der bulgarischen NBL offiziell eröffnet.